# Renouée bistorte
Bistorta officinalis
Espèce
Statut de conservation UICN

 LC  : Préoccupation mineure
 Europe, France 
Bistorta officinalis, en français Bistorte, Renouée bistorte, Bistorte officinale ou Langue de Bœuf, est une espèce de plantes à fleurs herbacée vivace de la famille des Polygonacées.

## Taxonomie
L'espèce est décrite par Antoine Delarbre en 1800.

### Étymologie
Bistorta : du latin "bistortus" = deux fois tordu (forme de la racine) ; Polygonum : du grec "polus" = beaucoup, et "gonu" = genou : tiges très noueuses[réf. nécessaire].

### Synonymes
Selon Plants of the World online (POWO) (1er janvier 2021), Bistorta officinalis a pour synonymes :
- Bistorta abbreviata Kom.
- Bistorta carnea (K.Koch) Kom. ex Tzvelev
- Bistorta carnea (K.Koch) Kom.
- Bistorta confusa (Meisn.) Greene
- Bistorta ensigera' (Juz.) Tzvelev
- Bistorta lapidosa Kitag.
- Bistorta major Gray
- Bistorta major subsp. carnea (K.Koch) Soják
- Bistorta major subsp. cordifolia (Turcz.) Soják
- Bistorta major subsp. ensigera (Juz.) Soják
- Bistorta major var. japonica H.Hara
- Bistorta officinalis subsp. japonica (H.Hara) Yonek.
- Bistorta subauriculata Kom.
- Persicaria bistorta (L.) Samp.
- Persicaria bistorta subsp. carnea (K.Koch) Greuter & Burdet
- Polygonon bistortum (L.) St.-Lag.
- Polygonum abbreviatum Kom.
- Polygonum alopecuroides subsp. subauriculatum (Petrov ex Kom.) Vorosch.
- Polygonum alpestre Schur
- Polygonum amoenum Salisb.
- Polygonum ampliusculum Gand.
- Polygonum bistorta L.
- Polygonum bistorta subsp. japonicum (H.Hara) T.Shimizu
- Polygonum bistortoides Boiss.
- Polygonum bistortum Dulac
- Polygonum bourdinii Gand.
- Polygonum carneum K.Koch
- Polygonum carthusianorum Gand.
- Polygonum confusum Meisn.
- Polygonum ensigerum Juz.
- Polygonum lapidosum (Kitag.) Kitag.
- Polygonum pilatense Gand.
- Polygonum subauriculatum Petrov ex Kom.

### Sous-espèces
Il existe quatre sous-espèces selon Catalogue of Life (1er janvier 2021) :
- Bistorta officinalis subsp. carnea (C. Koch) Soják.
- Bistorta officinalis subsp. japonica (H. Hara) Yonek.
- Bistorta officinalis subsp. officinalis
- Bistorta officinalis subsp. pacifica (Petrov ex Kom.) Yonek.

### Noms vulgaires et vernaculaires
En français, son nom recommandé est « Renouée bistorte », ou « Bistorte ». Elle est également parfois nommée « Andrelles », « Bistorte commune », « Bistorte officinale », « Serpentaire »,,, « Andresse »[réf. nécessaire], « Couleuvrée »,, « Langue de bœuf »,,, « Faux épinard »[réf. nécessaire], « Feuillotte », « Bouïne » (région du Mézenc en Haute-Loire)[réf. nécessaire].

## Description

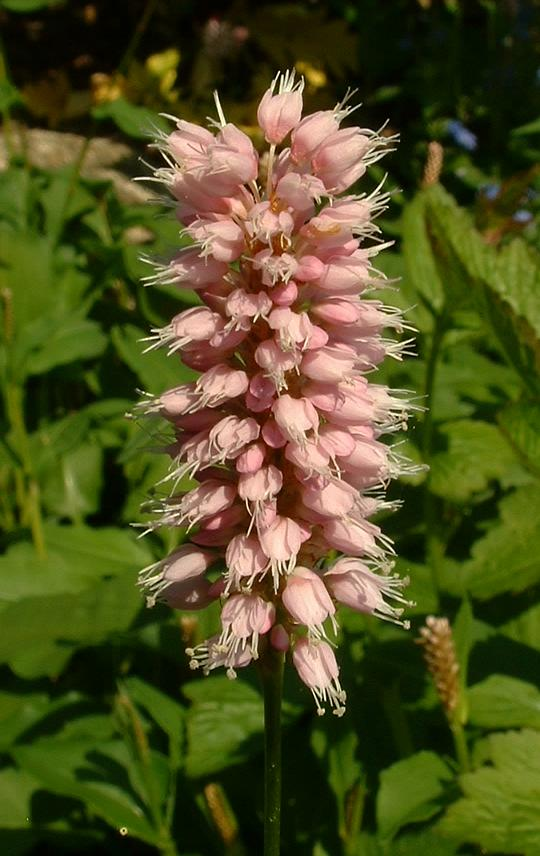
Inflorescence.

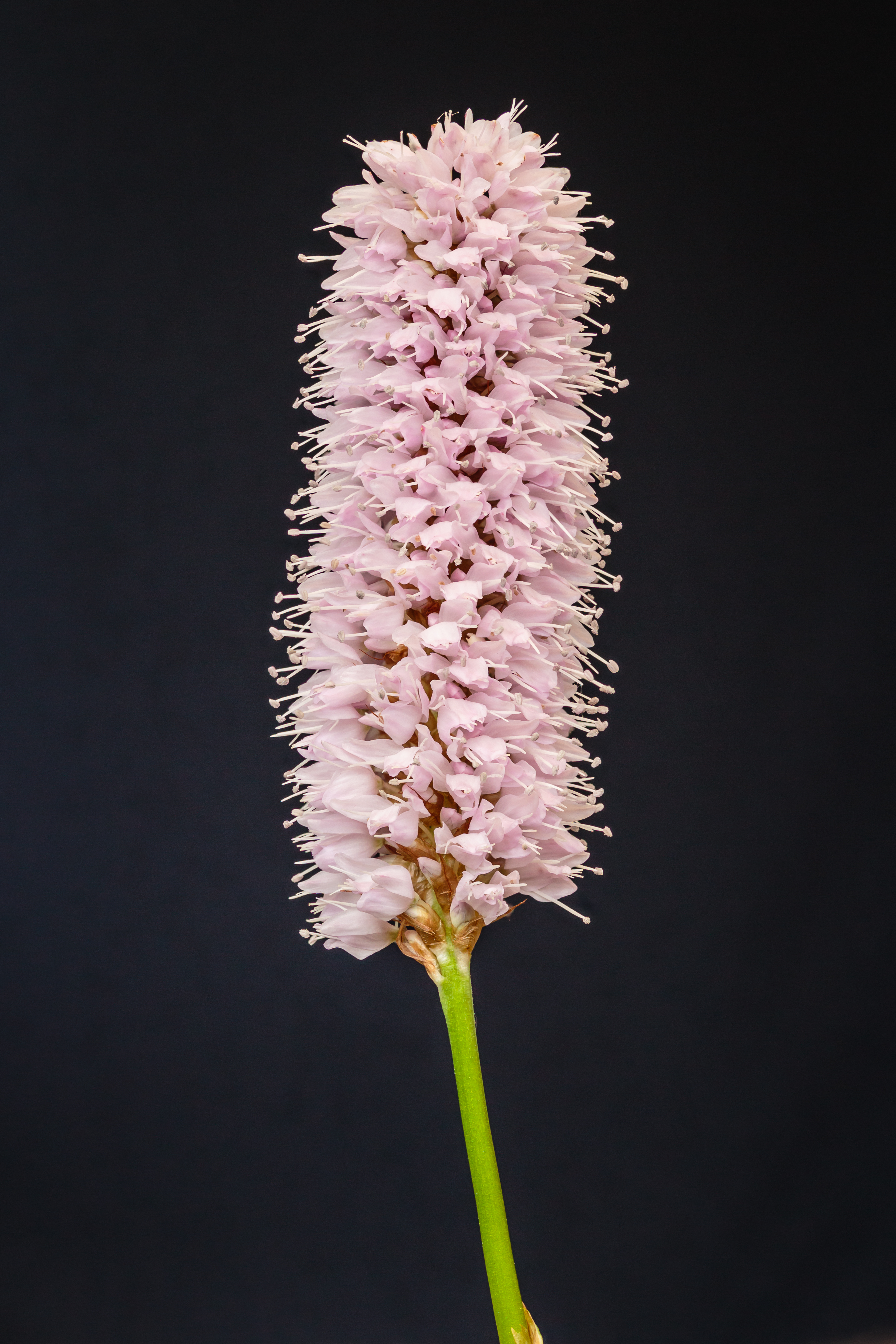
Autre inflorescence de renouée bistorte.

Hauteur de 20 à 80 cm. Tige simple. Feuilles glauques, simples et brusquement rétrécies à la base et décurrentes sur un long pétiole. Fleurs roses en épi unique terminant la tige et large de 1 à 3 cm.

## Répartition
Europe et Asie tempérées et subarctiques, Amérique du Nord orientale.

## Biotopes
Prairies humides, fossés, bois clairs frais. Persiste à l'état stérile dans des lieux fortement ombragés. Hydrocline.
Commune en montagne, rare en plaine (très rare en dessous de 300 m), nulle en région méditerranéenne. Jusqu'à 2 400 m d'altitude : de l'étage collinéen à l'étage alpin.

## Biologie
Fleurit de mai à octobre. Hémicryptophyte ou géophyte (rhizome).

## Usages

### Alimentation
La plante est comestible.
- Le rhizome a fréquemment été consommé cuit (ou cru, bien qu'il soit souvent amer) en Russie, Sibérie et Alaska[7] : après l'avoir fait macérer, on le faisait cuire sous la braise[7]. Pour éliminer son amertume, il peut être nécessaire de le cuire dans plusieurs eaux.
- Comme pour la plupart des renouées, les jeunes pousses et feuilles sont également comestibles[7]. En vieillissant, elles deviennent amères, il conviendra donc, comme pour le rhizome, de les faire bouillir à plusieurs eaux.

### Thérapeutique

#### Emplois populaires
Différentes applications médicinales sont rapportées dans les traditions populaires :

- Les feuilles écrasées ont été considérées comme hémostatiques sur les blessures et sont censées être vulnéraires.
- Le rhizome macéré et utilisé en bains de bouche a été préconisé contre les gingivites, les angines, les aphtes.
- La poudre de racines prise par le nez a été utilisée pour arrêter les saignements.
- Enfin on prépare aussi un vin très tonique à partir du rhizome[8].

#### Histoire
L'usage médicinal de la bistorte est ancien, comme l'atteste sa présence dans le capitulaire De Villis ordonnance émanant de Charlemagne qui réclame de la part de ses domaines de cultiver un certain nombre de plantes médicinales et condimentaires dont la "dragantea" identifiée actuellement comme la renouée bistorte.
Les racines de bistorte étaient un des constituants du diascordium appartenant à la pharmacopée maritime occidentale au XVIIIe siècle .

##### Recherche contemporaine
Les propriétés médicinales du rhizome de la bistorte font toujours l'objet de recherches. Des activités anti-inflammatoires ont été démontrées chez l'animal et ont été associées au 5-glutinen-3-one et au friedelanol contenus dans le rhizome.
De nouveaux composés naturels comme le bistortaside et des cycloartanes ont également été isolés à partir du rhizome.

### Divers
Plante mellifère.

## Interactions écologiques
La Bistorte est la plante hôte de la chenille des papillons nymphalidés Petit collier argenté (Boloria selene), Nacré de la bistorte (Boloria eunomia) et Cuivré de la bistorte (Lycaena helle). Pour ces deux derniers papillons, menacés, elle fait l'objet de vastes programmes de restauration, notamment en Belgique.
La Bistorte est également l'hôte d'un microchampignon phytoparasite, Microbotryum marginale, qui provoque la maladie cryptogamique du charbon. Il se caractérise par la présence de pustules grisâtres alignées sur la bordure de ses feuilles.

## Statuts de protection, menaces
L'espèce n'est pas encore évaluée à l'échelle mondiale par l'UICN. En Europe et en France elle est classée comme non préoccupante . Toutefois localement l'espèce peut se raréfier :  elle est en danger critique (CR) en Poitou-Charentes ; en danger (EN) en Île-de-France et région Centre; elle est considérée vulnérable (VU) en Haute-Normandie, Picardie et Pays-de-la-Loire;  quasi menacée (NT), proche du seuil des espèces menacées ou qui pourraient être menacées si des mesures de conservation spécifiques n'étaient pas prises, en Bretagne, Basse-Normandie, Champagne-Ardenne, Aquitaine et Nord-Pas-de-Calais.
Cette espèce bénéficie d'arrêtés de protection en France dans les régions Centre, Île-de-France, Pays de la Loire et Nord-Pas-de-Calais.